# Capitalista
Capitalista es un término propio de la economía cuyo trabajo se extendió al debate político y social. Designa al agente económico que posee, controla o invierte medios propios para producir bienes de uso o consumo.
Capitalista, es por tanto, el inversor (por ejemplo capitalista de riesgo es el que invierte en capital riesgo).
Ser capitalista en este sentido originario no implica necesariamente ser partidario del sistema económico y social denominado capitalismo; mientras que posteriormente capitalista ha pasado a ser utilizado como epíteto que designa al defensor de la ideología del libre mercado. Ese uso se realizó primero con intención peyorativa por parte del movimiento obrero y después —sobre todo desde la caída del muro de Berlín en 1989 y la desaparición de la Unión Soviética en 1991— asumido con orgullo por sus partidarios, como por ejemplo, en la declaración de intenciones de la revista Forbes[cita requerida].
Por otro lado es de difícil definición la figura del empresario, que no necesariamente coincide con los propietarios del capital —que puede habérselo dado en préstamo al propietario de una empresa individual o formado una sociedad en la que los socios capitalistas, en este caso accionistas, participan de los beneficios en función de las acciones que posean, mientras que la empresa es dirigida por ejecutivos— lo que implica una diferencia de consideración de la remuneración que recibe cada uno de ellos (interés para el capital, beneficio para el empresario individual, dividendos para los accionistas, las muy diferentes formas de remunerar a la función ejecutiva de los directivos de las empresas, etc.), así como de su justificación (el riesgo, el disfrute de un monopolio temporal o ventaja competitiva –el poder de la escasez–, la necesidad de incentivar la creatividad empresarial, etc.).

## Historia del concepto
El término /kapitalist se utiliza en la economía ya a mediados del siglo XVI por Wolffgang Schweicker .
El primer uso de la palabra capitalist —en inglés— parece deberse a Arthur Young en su obra de 1792 Travels during the years 1787, 1788, and 1789, undertaken more particularly with a view of ascertaining the cultivation, wealth, resources, and national prosperity of the kingdom of France que se refería con ese término a aquel que posee capital.
En su libro Principios de economía política y tributación de 1817, David Ricardo describe la clase dominante de los propietarios privados como capitalistas.
En el marxismo la palabra denota una persona que posee los medios de producción. Para mantener la vida no tiene que vender su capacidad para trabajar —como el proletario—. El capitalista saca provecho de su posición privilegiada de dueño de los medios de producción para explotar al proletariado.

## Análisis marxista
El concepto de capitalista puede dividirse en diferentes subcategorías. El término «industrial» significa un capitalista que es activo en el campo de la producción. Los «capitalistas comerciales» son comerciantes que no producen, sino que venden bienes producidos. Actúan como mediadores entre la producción y el cliente. El concepto de «capitalista financiero» describe el área de financiación —capital financiero— en el sentido más amplio.
Hay otra subdivisión en «capitalistas de facto» y  «capitalistas propietarios». Los propietarios capitalistas son propietarios directos de los medios de producción o de las acciones de los negocios, pero no gestionan ellos mismos los negocios de la empresa (por ejemplo, los accionistas). Por otra parte, los capitalistas de facto solo tienen un poder para  administrar los bienes de  capital, y por consiguiente el poder de dirección de la empresa (por ejemplo, el consejo de administración). En el tercer volumen de El capital, Marx habló de «que los gerentes industriales no son los capitalistas industriales, sino el alma de nuestro sistema industrial».
Cabe señalar que varios de estos términos pueden aplicarse a una persona. Por lo tanto, no es infrecuente que las empresas manufactureras vendan sus propios productos. O que las empresas industriales presten créditos.
Los capitalistas como clase también eran burgueses según Karl Marx. Han reemplazado a la nobleza del feudalismo como clase dominante.